# Långfotad kängururåtta
Långfotad kängururåtta (Potorous longipes) är en pungdjursart som beskrevs av Seebeck och Peter G. Johnston 1980. Potorous longipes ingår i släktet Potorous, och familjen råttkänguruer. Inga underarter finns listade.

## Utseende
Den långfotade kängururåttan blir 38 till 41,5 cm lång (huvud och bål) och har en 31,5 till 32,5 cm lång svans. Honor är med cirka 1,7 kg lättare än hannar som väger ungefär 2,3 kg. Som det svenska namnet antyder är bakfötterna med 10,3 till 11,4 cm längre än hos andra släktmedlemmar. Pälsen är spräcklig gråbrun på ovansidan och lite ljusare på undersidan.

## Utbredning
Pungdjuret förekommer i några från varandra skilda områden i sydöstra Australien (delstaterna New South Wales och Victoria). Arten vistas i kulliga områden och bergstrakter som är 100 till 1 100 meter höga. Habitatet utgörs av olika slags skogar.

## Ekologi
Individerna vilar på dagen i klotrunda bon som göms i växtligheten och de letar under natten efter föda. Arten äter främst svamparna underjordiska delar som kompletteras med olika växtdelar och ryggradslösa djur. En hanne och en hona delar ett revir som är 14 till 60 hektar stort.
Honan kan i princip vara brunstig under alla årstider men ibland sker parningen endast under våren. Dräktigheten varar cirka 38 dagar och sedan föds en unge som lever 140 till 150 dagar i moderns pung (marsupium). Några honor kan vara dräktiga medan de har en unge i pungen och därför är antalet ungar per år upp till tre. Ungdjuren blir efter ungefär två år könsmogna. Några exemplar levde åtta år.

## Status
Arten hotas av introducerade fiender som hundar, tamkatter, dingo och rödrävar och den fick med vildsvinet en konkurrent om samma föda. Flera exemplar dödas av bränder. Även människans byggaktiviteter påverkar beståndet. IUCN kategoriserar arten globalt som sårbar (VU).
I artens utbredningsområde förekommer några nationalparker. Jägare håller rödrävens bestånd på en låg nivå vad som stabiliserade pungdjurets population. Några exemplar hölls i fångenskap för att studera deras behov men dessa individer fortplantar sig inte lika lätt som vilda exemplar.